# Rajon Werchnij Rohatschyk
Der Rajon Werchnij Rohatschyk (ukrainisch Верхньорогачицький район/Werchnjorohatschyzkyj rajon; russisch Верхнерогачикский район/Werchnerogatschikski rajon) war ein Rajon in der Oblast Cherson im Süden der Ukraine. Zentraler Ort des Rajons war die namensgebende Siedlung städtischen Typs Werchnij Rohatschyk.

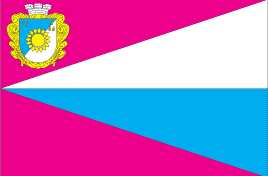
Flagge des Rajons

## Geschichte
Der Rajon wurde 1923 als Teil der Ukrainischen SSR gegründet, jedoch 1930 aufgelöst und dem Rajon Welyka Lepetycha angeschlossen. Nach der Besetzung durch deutsche Truppen wurde das heutige Rajonsgebiet 1942 in das Reichskommissariat Ukraine eingegliedert und lag hier im Generalbezirk Dnjepropetrowsk, Kreisgebiet Kamenka/Dnjepr. Nach dem Ende des deutschen Besetzung kam das Gebiet wieder zur Sowjetunion/Ukrainische SSR und 1944 wurde der Rajon neu gegründet. 1946 kam er dann zum Rajon Cherson, wurde 1963 abermals aufgelöst und 1966 wiederbegründet, seit 1991 ist er Teil der heutigen Ukraine.
Am 17. Juli 2020 kam es im Zuge einer großen Rajonsreform zum Anschluss des Rajonsgebietes an den Rajon Kachowka.

## Geographie
Das ehemalige Rajonsgebiet liegt im Norden der Oblast Cherson im Schwarzmeertiefland und ist sehr flach, es ergeben sich Höhenlagen zwischen 40 und 80 Metern. Im Nordwesten des Rajons begrenzt der Kachowkaer Stausee das Gebiet, durch den Rajon fließt der Fluss Rohatschyk (Рогачик).
Der Rajon grenzte im Norden an den Rajon Nikopol (in der Oblast Dnipropetrowsk), im Nordosten an den Rajon Kamjanka-Dniprowska (in der Oblast Saporischschja), im Osten an den Rajon Welyka Biloserka (Oblast Saporischschja), im Südwesten auf einem kurzen Stück an den Rajon Wessele (Oblast Saporischschja), im Süden an den Rajon Nyschni Sirohosy, im Südwesten an den Rajon Welyka Lepetycha sowie im Westen an den Rajon Nowoworonzowka.

## Administrative Gliederung
Auf kommunaler Ebene war der Rajon in 1 Siedlungsratsgemeinden und 6 Landratsgemeinden unterteilt, denen jeweils einzelne Ortschaften untergeordnet waren.
Zum Verwaltungsgebiet gehörten:
- 1 Siedlung städtischen Typs
- 20 Dörfer

### Siedlungen städtischen Typs
| Siedlungen städtischen Typs | Siedlungen städtischen Typs | Siedlungen städtischen Typs          |
| Name                        | Name                        | Name                                 |
| ukrainisch transkribiert    | ukrainisch                  | russisch                             |
| --------------------------- | --------------------------- | ------------------------------------ |
| Werchnij Rohatschyk         | Верхній Рогачик             | Верхний Рогачик (Werchni Rogatschik) |

### Dörfer
| Dörfer                          | Dörfer                  | Dörfer                                      | Dörfer              |
| Name                            | Name                    | Name                                        | Gemeindezuordnung   |
| ukrainisch transkribiert        | ukrainisch              | russisch                                    | Gemeindezuordnung   |
| ------------------------------- | ----------------------- | ------------------------------------------- | ------------------- |
| Babyne                          | Бабине                  | Бабино (Babino)                             | Uschkalka           |
| Bereschanka                     | Бережанка               | Бережанка                                   | Bereschanka         |
| Heorhijiwka                     | Георгіївка              | Георгиевка (Georgijewka)                    | Bereschanka         |
| Koschumjaky                     | Кожум'яки               | Кожемяки (Koschemjaki)                      | Tschystopillja      |
| Lyssytsche                      | Лисиче                  | Лисичье (Lissitschje)                       | Samijliwka          |
| Mychajliwka                     | Михайлівка              | Михайловка (Michailowka)                    | Bereschanka         |
| Nowosnamjanka                   | Новознам'янка           | Новознаменка (Nowosnamenka)                 | Bereschanka         |
| Nyschnij Rohatschyk             | Нижній Рогачик          | Нижний Рогачик (Nischni Rogatschik)         | Uschkalka           |
| Oleksijiwka                     | Олексіївка              | Алексеевка (Alexejewka)                     | Tschystopillja      |
| Pawliwka                        | Павлівка                | Павловка (Pawlowka)                         | Samijliwka          |
| Perwomajiwka                    | Первомаївка             | Первомаевка (Perwomajewka)                  | Perwomajiwka        |
| Samijliwka                      | Самійлівка              | Самойловка (Samoilowka)                     | Samijliwka          |
| Selene                          | Зелене                  | Зелёное (Seljonoje)                         | Selene              |
| Sorja                           | Зоря                    | Заря (Sarja)                                | Werchnij Rohatschyk |
| Tawrijske (bis 2016 Proletarij) | Таврійське (Пролетарій) | Таврийское (Tawriskoje)                     | Perwomajiwka        |
| Trudowyk                        | Трудовик                | Трудовик (Trudowik)                         | Werchnij Rohatschyk |
| Tschystopillja                  | Чистопілля              | Чистополье (Tschistopilje)                  | Tschystopillja      |
| Uschkalka                       | Ушкалка                 | Ушкалка                                     | Uschkalka           |
| Wolodymyriwka (bis 2016 Lenine) | Володимирівка (Леніне)  | Владимировка (Wladimirowka)/Ленино (Lenino) | Werchnij Rohatschyk |
| Wyschnewe                       | Вишневе                 | Вишнёвое (Wischnjowoje)                     | Werchnij Rohatschyk |